# マンハッタンの近隣住区の一覧

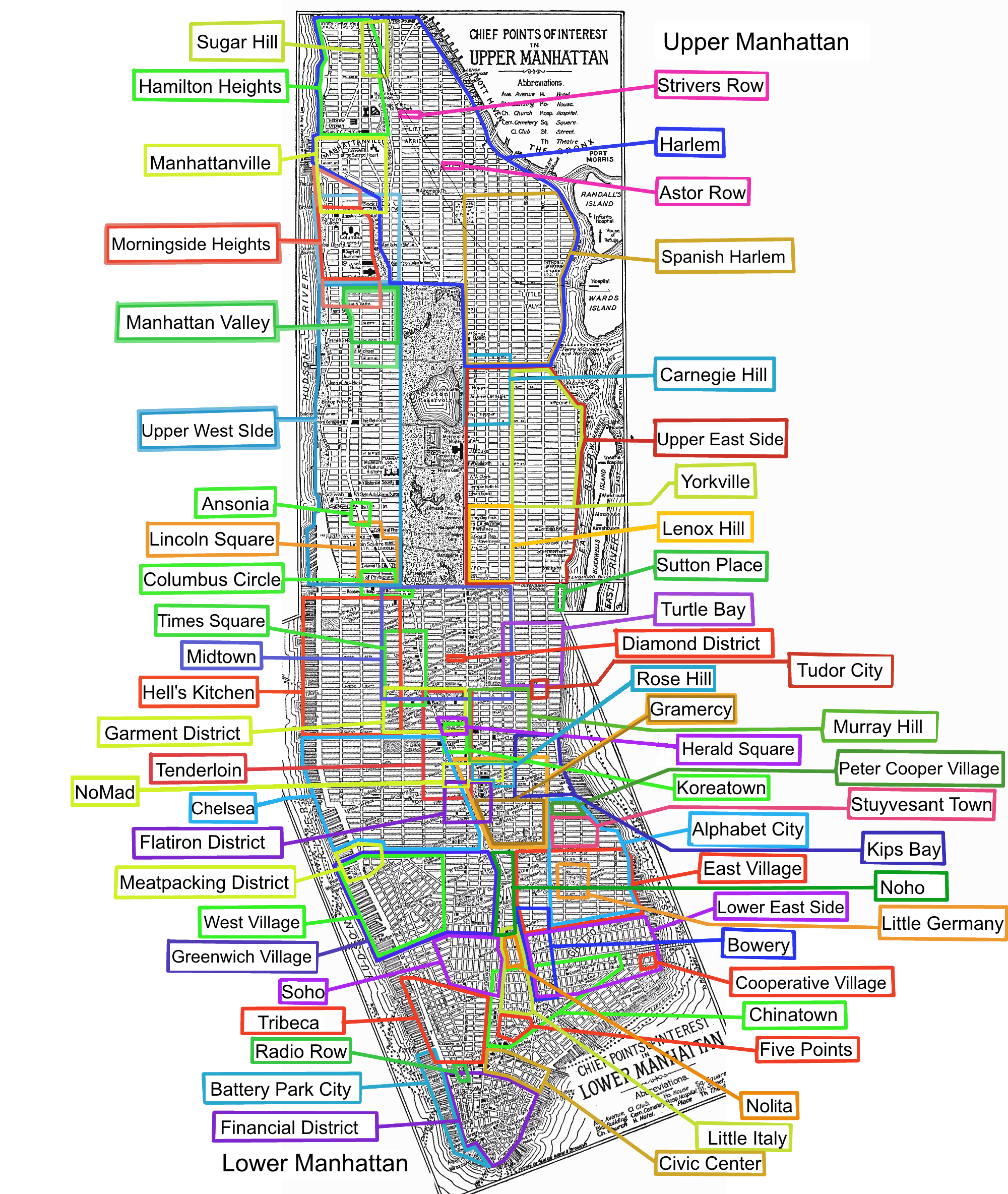

マンハッタンの近隣住区の一覧 (list of Manhattan neighborhoods) は、 マンハッタン区の近隣住区をマンハッタン島の北から南へ並べた一覧である。

## 概要
近隣住区の名前と境界は公式には定義されていない。そのため、時代時代によって人口動態や経済状況の変化に伴い変動しうる。

## 大区分
マンハッタンを大きく分けたときの区分：
- アップタウンは59丁目より（丁番号が）上のエリアを指す。
- ダウンタウンは14丁目より下のエリアを指す。
- ミッドタウンは34丁目と59丁目の間のエリアを指す。
- アッパーマンハッタンは96丁目よりも上のエリアを指す。
- ロウワーマンハッタンはチェンバーズ通りより下のエリアを指す。
- ウエストサイドは5番街より西のエリアを指す。
- イーストサイドは5番街より東のエリアを指す。

以下の表の表記では、丁番号の前の「西」はウエストサイド、「東」はイーストサイドを表す。

## アップタウンの近隣住区
| 近隣住区の名前                                                                   | 南北端および東西端 |
| アッパー・マンハッタン                                                           | 95丁目より北 |
| マーブル・ヒル                                                                   | 物理的にはマンハッタン島ではなく、アメリカ大陸本土に位置している                                                                   |
| インウッド                                                                       | ダイクマン通りより北 |
| フォート・ジョージ                                                               | ネーゲル・アベニュー、ダイクマン通りおよび192丁目の間 （ブロードウェイのダイクマン通りとフェアビュー・アベニューの間の区間を含む） |
| ワシントンハイツ                                                                 | 西155丁目（かつては125丁目）からダイクマン通りまで                                                                                 |
| ハドソン・ハイツ （ワシントンハイツの一部）                                      | 西173丁目からフォート・トライオン・パークまで ブロードウェイからハドソン川まで                                                     |
| ウエスト・ハーレム                                                               | 西125丁目から155丁目まで セント・ニコラス・アベニューからハドソン川まで                                                            |
| ハミルトン・ハイツ （ウエストハーレムの一部）                                    | 西135丁目から155丁目まで セント・ニコラス・アベニューからハドソン川まで                                                            |
| マンハッタンヴィル （ウエストハーレムの一部）                                    | 西125丁目から135丁目まで セント・ニコラス・アベニューからハドソン川まで                                                            |
| ビバ (ViVa, "Viaduct Valley")                                                    | 西125丁目から132丁目まで ハドソン川                                                                                                |
| モーニングサイド・ハイツ (SoHa, "South of Harlem")                               | 西110丁目から125丁目まで モーニングサイド・ドライブからリバーサイド・ドライブまで                                                  |
| セントラル・ハーレム                                                             | 東110丁目から155丁目まで パーク・アベニューからセント・ニコラス・アベニューまで                                                    |
| ハーレム                                                                         | イースト：東96丁目から141丁目まで セントラル：西110丁目から155丁目まで ウエスト：西125丁目から155丁目まで                          |
| ストライヴァーズ・ロウ （セントラルハーレムの一部）                              | 西137丁目から138丁目まで 7番街から8番街まで                                                                                        |
| アスター・ロー （セントラルハーレムの一部）                                      | 西130丁目の中心部 |
| シュガーヒル （セントラルハーレムの一部）                                        | 西125丁目から155丁目まで エッジコーム・アベニューからアムステルダム・アベニューまで                                                |
| マーカス・ガーベイ・パーク, Mount Morris Historical District                     | 東120丁目から124丁目まで マジソン・アベニューから5番街まで                                                                         |
| プチ・セネガル                                                                   | 西116丁目モーニングサイド・パークの東                                                                                              |
| イースト・ハーレム （スパニッシュハーレム）                                      | 東96丁目から141丁目まで イースト川から5番街まで                                                                                    |
| アッパー・イースト・サイド, レノックス・ヒル, Silk Stocking District             | 東59丁目から96丁目まで（および5番街沿いの東96丁目から110丁目まで） イースト川から5番街まで                                         |
| カーネギー・ヒル                                                                 | 東86丁目から98丁目まで 3番街から5番街まで（東91丁目およびパーク・アベニューの中心部）                                              |
| ヨークヴィル                                                                     | 東79丁目から96丁目まで イースト川から3番街（東86丁目と3番街の中心部）                                                              |
| アッパー・ウエスト・サイド                                                       | 西59丁目から110丁目まで セントラルパーク・ウエストからハドソン川まで                                                               |
| マンハッタン・バレー, ブルーミングデール・ディストリクト (Bloomingdale District) | 西96丁目から110丁目まで セントラルパーク・ウエストからブロードウェイまで                                                           |
| リンカーン・スクエア （かつてのサン・ユワン・ヒル）                              | 西65丁目から66丁目まで コロンバス・アベニューからブロードウェイまで                                                                |

## ミッドタウンの近隣住区
| 近隣住区の名前                           | 南北端および東西端                                                |
| ミッドタウン                             | 34丁目から59丁目まで                                              |
| コロンバス・サークル                     | 西59丁目 8番街                                                    |
| サットン・プレイス                       | 東53丁目から59丁目まで サットン・プレイス                         |
| ロックフェラー・センター, ラジオ・シティ | 西49丁目から51丁目まで 5番街から6番街まで                         |
| ダイアモンド・ディストリクト             | 西47丁目 5番街から6番街まで                                       |
| シアター・ディストリクト                 | 西42丁目から53丁目まで 6番街から8番街まで                         |
| タートル・ベイ                           | 東42丁目から53丁目まで イースト川からレキシントン・アベニューまで |
| ミッドタウン・イースト                   | 42丁目から59丁目まで イースト川から5番街まで                      |
| ミッドタウン                             | 40丁目から59丁目まで 3番街から9番街まで                           |
| テューダー・シティー                     | 東40丁目から43丁目まで 1番街 から2番街まで                        |
| リトル・ブラジル                         | 西46丁目 5番街から6番街まで                                       |
| タイムズ・スクエア                       | 西39丁目から52丁目まで 7番街から9番街まで                         |
| ハドソン・ヤード                         | 西28丁目から43丁目まで 7番街からハドソン川まで                    |
| ミッドタウン・ウエスト                   | 西34丁目から59丁目まで 5番街からハドソン川まで                    |
| ヘルズ・キッチン, クリントン (Clinton)   | 西34丁目から57 (59) 丁目まで 8番街からハドソン川まで              |
| ガーメント・ディストリクト               | 西34丁目から42丁目まで 5番街から9番街まで                         |
| ヘラルド・スクエア                       | 西34丁目 6番街まで                                                |
| コリアタウン                             | 西31丁目から36丁目まで 5番街から6番街まで                         |
| マーリー・ヒル                           | 東29丁目から42丁目まで 2番街から5番街まで                         |
| テンダーロイン                           | 西23丁目から42丁目まで 5番街から7番街まで                         |
| マジソン・スクエア                       | 西23丁目から26丁目まで 5番街からブロードウェイまで                |

## ダウンタウンとミッドタウン間の近隣住区
| 近隣住区の名前                                                                                                 | 南北端および東西端                                                |
| フラワー・ディストリクト (Flower District)                                                                     | 西26丁目から28丁目まで 6番街                                      |
| ブルックデイル (Brookdale)                                                                                     | 東25丁目まで 1番街からFDRドライブまで                             |
| キップス・ベイ                                                                                                 | 東23丁目から34丁目まで イースト川から3番街まで                    |
| ローズ・ヒル                                                                                                   | 東25丁目から30丁目まで 3番街からマジソン・アベニューまで          |
| ノーマッド | 西25丁目から30丁目まで レキシントン・アベニューから6番街まで      |
| ピーター・クーパー・ヴィレッジ †（以前のガスハウス・ディストリクト）                                           | 東20丁目から23丁目まで アベニューCから1番街まで                   |
| チェルシー | 西14丁目から34丁目まで 7番街からハドソン川まで                    |
| フラットアイアン・ディストリクト, トイ・ディストリクト (Toy District), フォト・ディストリクト (Photo District) | 東&西16丁目から27丁目まで パーク・アベニュー・サウスから6番街まで |
| グラマシー・パーク                                                                                             | 東14丁目から23丁目まで 1番街からパーク・アベニュー・サウスまで    |
| スタイベサント・スクエア                                                                                       | 東15丁目から東18丁目まで 1番街から3番街まで                       |
| ユニオン・スクエア                                                                                             | 東14丁目から17丁目まで 4番街からユニバーシティ・プレイスまで      |
| スタイベサント・タウン †（以前のガスハウス・ディストリクト）                                                   | 東14丁目から20丁目まで アベニューCから1番街まで                   |
| ミートパッキング・ディストリクト                                                                               | ガンズヴォート通りから西15丁目まで ハドソン通りからハドソン川まで |
| ウォーターサイド・プラザ                                                                                       | 東25丁目から29丁目まで FDRドライブ                                |

†大規模開発

## ダウンタウンの近隣住区
| 近隣住区の名前                                         | 南北端および東西端                                                                    |
| ダウンタウン                                           | 14丁目より南                                                                          |
| リトル・ジャーマニー（過去）                           | 東7丁目から10丁目まで アベニューAからアベニューBまで                                  |
| アルファベット・シティ, ロウイーサイダ                 | ハウストン通りから東23丁目（14丁目）まで FDRドライブからアベニューAまで               |
| イースト・ヴィレッジ                                   | ハウストン通りから東14丁目まで イースト川からバワリーまで                             |
| グリニッジ・ヴィレッジ, ザ・ヴィレッジ                 | ハウストン通りから西14丁目まで ブロードウェイからハドソン川まで                       |
| ノーホー                                               | ハウストン通りからアスター・プレイスまで バワリーからブロードウェイまで               |
| バワリー                                               | キャナル通りから東4丁目まで アレン通りからバワリーまで                                |
| ウエスト・ヴィレッジ                                   | ハウストン通りから西14丁目まで 6番街からハドソン川まで                                |
| ロウアー・イースト・サイド                             | キャナル通りからハウストン通りまで イースト川からバワリーまで                         |
| ソーホー                                               | キャナル通りからハウストン通りまで ラファイエット通りからヴァリック通りまで           |
| ノリータ                                               | ブルーム通りからハウストン通りまで バワリーからラファイエット通りまで                 |
| リトル・イタリー                                       | キャナル通りからブルーム通りまでマルベリー通り沿い                                    |
| チャイナタウン                                         | チェンバーズ通りからデランシー通りまで イースト・ブロードウェイからブロードウェイまで |
| ロウアー・マンハッタン, フィナンシャル・ディストリクト | チェンバーズ通りより南                                                                |
| ファイブ・ポインツ（過去）                             | ワース通り バクスター通り                                                             |
| コーポラティブ・ビレッジ†                              | Frankfort通りからグランド通りまで FDRドライブからイースト・ブロードウェイまで         |
| トゥー・ブリッジーズ                                   | ブルックリン橋からMontgomery通りまで St. Jamesプレイスからイースト川まで              |
| トライベッカ                                           | パーク・プレイスからキャナル通りまで ブロードウェイからハドソン川まで                 |
| シヴィック・センター                                   | ヴィージー通りからチェンバーズ通りまで イースト川からブロードウェイまで               |
| ラジオ・ロウ（過去）                                   | コートランド通りからデイ通りまで グリニッジ通り (WTC)                                 |
| サウス・ストリート・シーポート歴史地区                 | フルトン通りの南 FDRドライブ沿い                                                      |
| バッテリー・パーク・シティ†                            | ウエスト通りの西                                                                      |

†大規模開発

## 島
- ルーズベルト島
- リバティ島
- エリス島
- ガバナーズ島
- ランドールズ島
- ワーズ島